# 蕭遙天
蕭遙天（1913年—1990年），馬來西亞作家、學人、書畫家，素有「天南一枝筆」雅號。

## 生平
生於广东潮陽棉城，原名公畏，字無畏，號薑園，筆名遙天，齋號食風樓，曾任教槟城鍾靈國民型华文中學。

## 作品
詩：
- 《食風樓詩存》（檳城：天風，1979年）

小説：
- 《豹變》（檳城：檳城教育，1973年）

論述：
- 《語文小論》（檳城：鍾靈中學，1955年）
- 《中國人名的研究》（檳城：檳城教育，1970年）

散文：
- 《東西談》（香港：南國，1954年）

編書：
- 《教與學月刊》

## 研究現狀
- 方美富〈馬華文學視野中的「教師作家」——《教與學月刊》研究〉，宣讀於「華人文化與文學國際學術研討會」，琦玉：立教大學，2010年2月22日—23日。改題〈蕭遙天和《教與學月刊》〉，刊《季風帶》創刊號，吉隆坡：三三出版社，2016年6月，頁22—34。[ISSN 0128-2115 / ISBN 9789671357446]
- 方美富〈冬蟲夏草：蕭遙天生平與文學攷辨〉，宣讀於「二〇一四年第二屆馬來西亞華人研究雙年會」，吉隆坡：精英大學，2014年6月20—21日。刊《變遷中的馬來西亞與華人社會：二〇一四年第二屆馬來西亞華人研究雙年會論文集》，吉隆坡：華社研究中心，2015年9月，页67—88。[ISBN 9789833908349]
- 鍾怡雯〈斑駁的時代光影——論蕭遙天與馬華文學史〉，宣讀於「當代漢語文學概念與思潮國際學術研討會」，琦玉：立教大學，2015年11月20日—22日。刊《中國現代文學》第31期（2017/06/20），頁185-204。[ISSN 1684-4238]。收入《馬華文學批評大系：鍾怡雯》，桃園：元智大學中國語文學系，2019年2月，頁60—89。[ISBN 9789866594458]
- 方美富〈蕭遙天與五八年「華文」課本誕生〉，宣讀於第卅三屆全國華人文化節「創新與跨越：重塑文化的想像力學術研討會」，吉隆坡：吉隆坡暨雪蘭莪中華大會堂，2016年12月3日—4日。刊《馬來西亞華人研究學刊》第21期，2019年3月，頁43—72。[ISSN 1511-0044]。
- 方美富〈「我的藝友與文友」：蕭遙天與臺港友朋交遊考〉，宣讀於「華語語系與南洋書寫：臺灣·馬華·新華文學與文化國際研討會」，吉隆坡：馬來西亞拉曼大學，2017年11月25日—26日。刊《華語語系與南洋書寫：臺灣與星馬華文文學及文化論集》，臺北：漢學研究中心，2018年11月，頁179—212。[ISBN 9789576786600]
- 黃國華〈蕉風、采風、食風：論馬來亞獨立前夕物體系統與國家認同的重構〉，宣讀於「異代新聲：馬華文學與文化研究生國際研討會」，臺北：國立臺灣大學中文系會議室，2018年3月24日—25日。刊熊婷惠，張斯翔，葉福炎編《異代新聲：馬華文學與文化研究集稿》，高雄：中山大學人文研究中心，2019年5月，頁55—82。[ISBN 9789860589047]
- 方美富〈五八年「中國文學」課本發微——中學華文，文學與時代〉，宣讀於「在路上：第二屆近現代文學與文化研究國際學術研討會」，吉隆坡：吉隆坡暨雪蘭莪中華大會堂，2019年12月28日—29日。刊《馬來西亞敎育評論》第6期，加影：董總，2019年12月，頁38—58。[ISSN 2590-373X]

## 外部連結
- 蕭遙天故居拆遷 （页面存档备份，存于）
- 方美富「談蕭遙天」，《當今大馬》2013年10月25日 （页面存档备份，存于）

1. ↑  方美富《冬蟲夏草：蕭遙天生平與文學攷辨》，《變遷中的馬來西亞與華人社會：二〇一四年第二屆馬來西亞華人研究國際雙年會論文集》（Malaysia and the Chinese Community in Transition），吉隆坡：華社研究中心，2015年9月，頁67—88。